# Bảy nàng con gái của Eva
Bảy nàng con gái của Eva (tựa gốc: The Seven Daughters of Eve) là một cuốn tiểu thuyết khoa học nữa hư cấu xuất bản năm 2001 của Bryan Sykes có nội dung trình bày cho công chúng kết quả nghiên cứu khoa học về nguồn gốc con người và sự phát tán của những dòng dõi con người. Trong tác phẩm này, nhà nghiên cứu Sykes giải thích các nguyên tắc của di truyền học và tiến hóa của con người, các đặc điểm của DNA ty thể và các phân tích về DNA cổ đại để liên kết di truyền giữa con người hiện đại với tổ tiên thời tiền sử. Theo dõi sự phát triển của di truyền học ty thể, Sykes lần ngược lại quá trình di cư của con người, bàn luận về "thuyết rời khỏi châu Phi" và nghi ngờ nghiêm trọng về lý thuyết của Thor Heyerdahl về nguồn gốc Peru của người Polynesia, vốn phản đối thuyết về nguồn gốc của người Peru có nguồn gốc từ Indonesia. Ông cũng mô tả việc sử dụng DNA ty thể để xác định hài cốt của Hoàng đế Nicholas II của Nga và trong việc đánh giá cấu tạo di truyền của người châu Âu hiện đại. Tựa đề của cuốn sách xuất phát từ một trong những thành tựu chính của di truyền học ty thể, đó là phân loại tất cả người châu Âu hiện đại thành bảy nhóm đơn bội ty thể. Mỗi nhóm đơn bội được xác định bởi một tập hợp các đột biến đặc trưng trên bộ gen ty thể và có thể được truy tìm theo dòng dõi mẹ (thị tổ) của một người đến cội nguồn một người phụ nữ thời tiền sử. Sykes gọi những người phụ nữ này là "mẹ của gia tộc", mặc dù những người phụ nữ này không phải tất cả đều sống cùng thời điểm. Tất cả những người phụ nữ này đều có chung một tổ tiên mẹ đó là một cá thể mang Eve ty thể (di truyền của Eva). Phần một phần ba cuối của cuốn sách dành cho một loạt các câu chuyện hư cấu, do Sykes viết ra để mô tả những phỏng đoán sáng tạo của ông về cuộc sống của mỗi một trong bảy "mẹ của gia tộc" này. Nửa sau này thường nhận được nhiều đánh giá trái chiều khi so sánh với phần đầu.

## Đại cương
Giáo sư di truyền học Bryan Sykes của Đại học Oxford, Anh quốc là chuyên gia về nghiên cứu ADN là một chuyên gia hàng đầu thế giới về DNA và tiến hóa nhân loại, ông đã lần ra câu trả lời về nguồn gốc loài người có thể được tìm thấy ở ngay trong chính chúng ta, thông qua những sợi DNA không bao giờ bị phá hủy, thứ được truyền từ người nguyên thủy cho đến tận ngày nay. DNA sống trong mỗi tế bào của cơ thể chúng ta đã đến với mỗi người qua hết thế hệ tổ tiên này đến thế hệ tổ tiên khác và có thể được khám phá. Bryan Sykes đã tìm ra một hậu duệ của Người Băng là một phụ nữ đang sống ở nước Anh vào thời điểm đó. Khám phá này đã dẫn Bryan Sykes tiến vào một lĩnh vực mới khi ông nhận ra mỗi con người đều mang ngay trong từng tế bào một thông điệp từ tổ tiên của mình. Nó nằm trong thứ gọi là DNA ty thể là loại gen được truyền đi nguyên vẹn trong nhiều thế hệ thông qua một dòng những người mẹ. Quá trình nghiên cứu của ông cũng đem lại nhiều khám phá như chuyện ông xác định hài cốt của Sa hoàng Nicholas và Sa hậu Alexandra thông qua DNA của hai người họ hàng đang sống, hay chuyện ông tìm ra nguồn gốc Tây Phi của một phụ nữ Caribe mà tổ tiên của bà đã bị bán làm nô lệ hàng thế kỷ trước, phần lớn cơ sở nghiên cứu của cuốn sách được tiến hành ở Polynesia (một phân vùng của châu Đại dương) và châu Âu. Ông lấy mẫu gen của 6.000 người châu Âu từ khắp các miền trên châu Âu và tập trung vào khu vực của quỹ gen được truyền từ mẹ đến các con mà không có sự thay đổi, tất cả 6.000 mẫu được quy tụ chung quanh 7 mô hình tiêu biểu.
Tác phẩm của ông, "Bảy nàng con gái của Eva" ghi lại quá trình tìm mối liên kết giữa người hiện đại và cổ đại thông qua những sợi DNA đặc biệt. Trong cuốn sách Bảy nàng con gái của Eva, ông lần đầu tiên mô tả lịch sử của thế giới từ hơn 100 nghìn năm trước thông qua di truyền học. Đây cũng là câu chuyện của riêng tác giả trong chuyến hành trình kỳ thú tìm về quá khứ và dùng lối kể chuyện gần gũi và giàu liên tưởng để giúp câu chuyện trở nên dễ hiểu và hấp dẫn, một số phần trong sách được viết ra theo trí tưởng tượng làm sinh động hơn cuộc sống của bảy người con gái đem lại một cách tiếp cận khoa học và phiêu lưu về thời đại trước cả bình minh của lịch sử. Bằng những thông tin có được nhờ di truyền học, kết hợp với các tài liệu khảo cổ học, khí tượng học, những quy luật di cư của loài người lúc đó, Bryan Sykes đã phác họa những nét chính về thời kỳ và cuộc sống của những người phụ nữ này. Thông qua tác phẩm, Bryan Sykes còn đưa ra nhiều suy tư, khám phá về DNA cũng chính là công cụ để tái kết nối con người với những bí ẩn của quá khứ và làm tăng thêm ý thức về bản ngã của mỗi cá nhân. Mỗi người không chỉ là hiện thân của hiện tại mà còn chưa đựng "món quà quý giá nhất" từ tổ tiên xa xưa. Bryant Sykes đã chứng minh rằng 97% người châu Âu hiện đại đều có gốc gác từ 7 người đàn bà nguyên thủy từng sống ở vùng Địa Trung Hải thời tiền sử. Mỗi một bà tổ này sống ở một thời đại nhất định, có một tổ quốc riêng ở châu Âu, có những đặc điểm riêng về tính cách, về tâm lý và về hình thể. 
Theo sự nghiên cứu của ông, có hai dạng ADN gồm ADN theo tuyến cha được di truyền từ bố đến con trai rồi sau đó đến tất cả các con cháu đều là nam giới, và ADN theo tuyến mẹ. Chỉ có phụ nữ mới chuyển giao ADN theo sự kế thừa. Đàn ông và đàn bà tiếp nhận những ADN từ các bà tổ và trình tự kế thừa này kéo dài suốt hàng trăm nghìn năm. Về phương diện này, hầu như tất cả những người châu Âu đã kế thừa ADN của mẹ mình vốn là một trong số 7 phụ nữ đó. Sykes nhấn mạnh rằng tất cả 7 bà tổ đó đã sống trong những điều kiện hết sức gian khổ, và đã truyền lại cho chúng ta những gen mạnh nhất của mình. Theo các nghiên cứu của Sykes, xét cho cùng, thì tất cả 7 bà tổ của người châu Âu đều bắt nguồn từ một bà Eva thuộc dòng Phi châu đã từng sống cách đây 150.000 năm. Các nhà di truyền học trên thực tế đã chứng minh được giả thuyết trong Kinh Thánh về nguồn gốc con người. Những thành tựu mới nhất của di truyền học và việc giải mã cho cái gọi là ADN ty lạp thể (mitochondrie) đã góp phần làm sáng tỏ vấn đề này. Phát hiện gây người sửng sốt bởi một giả thuyết cho rằng mỗi một chủng tộc dường như bắt nguồn từ những ông tổ người vượn khác nhau ở một số địa điểm trên trái đất như người vượn Bắc Kinh (Sinathrope) thì mang những đặc điểm của giống người thuộc dạng Mông Cổ (Mongoloide), còn người Neanderthal lại mang những đặc điểm của giống người thuộc dạng châu Âu (Europeoide). Các chuyên gia khác thì cho rằng con người xuất hiện ở một địa điểm nhất định, chủ yếu là châu Phi, rồi sau đó lan tỏa đến khắp nơi trên trái đất. 

## Mẫu tổ
Trong Bảy nàng con gái của Eva, Bryan Sykes đã lần đầu tiên mô tả lại nghiên cứu của ông về một gien nổi bật, được truyền đi một cách nguyên vẹn trong nhiều thế hệ, thông qua một dòng những người mẹ. Sau khi phân tích hàng ngàn chuỗi AND trên khắp thế giới, Sykes thấy rằng chúng tập hợp lại một số ít các nhóm. Thông qua đó sẽ được biết người châu Âu và người Bắc Mỹ có thể phân ra chỉ 7 nhóm, gần như mọi người có nguồn gốc châu Âu, cho dù họ có sinh sống ở đâu trên thế giới đi nữa đều có thể truy theo dòng mẹ đến một trong bảy người phụ nữ. Cho dù người có nguồn gốc châu Âu có sinh sống ở đâu trên thế giới đi nữa đều có thể truy theo dòng mẹ đến một trong bảy người phụ nữ. Bảy người phụ nữ trên được gọi là Bảy nàng con gái của Eva, họ là Ursula, Xenia, Helena, Velda, Tara, Katrine và Jasmine, dựa trên những quy luật di cư của loài người lúc đó, Sykes đã phác họa được bức tranh cuộc sống và thế giới rất khác biệt và sống động của họ. Với những tiến bộ của công nghệ nghiên cứu di truyền và quá trình nghiên cứu hàng ngàn mẫu DNA, Bryan Sykes lần lượt tìm ra bảy người phụ nữ được xem như những tổ mẫu của người châu Âu. Nghiên cứu của Bryan Sykes chỉ ra rằng có hơn 95% người Tây Âu bản xứ là hậu duệ của một trong bảy người phụ nữ này, họ được gọi là "Bảy người con gái của Eva". Bảy thị tổ của người Tây Âu được cho là đã sống vào khoảng 45.000-10.000 năm trước. Mỗi người không nhất thiết phải là người phụ nữ duy nhất ở thời điểm họ đang sống, mà là người duy nhất có được mối dây liên hệ theo dòng mẹ liên tục đến ngày nay. Bảy bà "Mẫu tổ" được Sykes đề cập đều tương ứng với một (hoặc nhiều) nhóm đơn bội ty thể của con người:
- Ursula: tương ứng với Nhóm đơn bội U (cụ thể là U5, và không bao gồm nhóm những đứa con K của nó)
- Xenia: tương ứng với Nhóm đơn bội X. Xenia nhen nhóm lửa và chăm sóc con cái trên dải bờ phía Nam của Hắc Hải, trong một khu rừng có rất nhiều chó sói và gấu. Nàng sống cách đây 25.000 năm, rất đảm đang và mến khách[13].
- Helena: tương ứng với Nhóm đơn bội H
- Velda: tương ứng với Nhóm gen V, được tìm thấy với nồng độ đặc biệt cao ở người dân Cantabria (15%)[14] cũng như của miền bắc Iberia nhưng đặc biệt là ở người Sami của miền bắc Scandinavia: người Sami Thụy Điển (68%), người Sami Phần Lan (37%) và người Sami Na Uy (33%)[15].
- Tara: tương ứng với Nhóm đơn bội T. Tara là người phụ nữ lớn tuổi nhất, sống cách đây 45.000 năm ở Hy Lạp ngày nay. Nàng có vóc người cân đối và duyên dáng, một phụ nữ có đức tính kiên trì và bất khuất. Tara sống cách đây 17.000 năm, nàng sinh ra ở vùng Toscama thuộc tỉnh Firenze của nước Ý ngày nay, tính tình cương nghị và mạnh mẽ[16].
- Katrine: tương ứng với Nhóm đơn bội K
- Jasmine: tương ứng với Nhóm đơn bội J. Mẫu tổ Jasmina dáng người mảnh mai như một bông hoa và có sức hấp dẫn, nàng xuất thân từ một bộ lạc ở Siri ngày nay, là một trong những người đầu tiên nảy sinh ra ý tưởng canh tác[17].
- Sykes đã viết trong cuốn sách rằng có bảy dòng dõi ty thể chính cho người châu Âu hiện đại, mặc dù sau đó ông đã viết rằng với dữ liệu bổ sung từ Scandinavia và Đông Âu thì dòng dõi thứ 8 là Ulrike có thể được xem là mẫu tổ thứ tám của người châu Âu[18].

Những người khác đưa ra con số là 10 hoặc 12 với những đặc điểm di truyền thường bao gồm các nhóm đơn bội I, M và W. Một bài báo năm 2004 đã lập lại bản đồ các nhóm đơn bội châu Âu thành H, J, K, N1, T, U4, U5, V, X và W. Theo các tác giả Richards, Macaulay, Torroni và Bandelt thì bao gồm cả I, W và N1b cũng như 7 người con gái của Sykes trong cuộc khảo sát toàn châu Âu năm 2002 của họ (nhưng minh họa cho mức độ phức tạp của câu hỏi, cũng tách ra tiền V, HV1 và tiền HV1, và tách ra U để bao gồm U1, U2, U3, U4 và U7 cũng như U5). Tương tự như vậy, Sykes đã phát minh ra tên cho 29 "mẫu tổ" khác trên toàn thế giới (trong đó có bốn người Mỹ bản địa, chín người Nhật Bản và 12 người đến từ Châu Phi ) mỗi nhóm tương ứng với một nhóm đơn bội khác nhau được các nhà di truyền học xác định: "Fufei, Ina, Aiyana/Ai, Yumi, Nene, Naomi, Una, Uta, Ulrike, Uma, Ulla, Ulaana, Lara, Lamia, Lalamika, Latasha, Malaxshmi, Emiko, Gawuia, Djia, Saikeda, Machieda, Lingaire, Lubaya, Limber, Lila, Lungile, Latifa và Layla".

## Phê bình
Tờ Nature nhận xét sách: "Chính xác về mặt khoa học và dễ tiếp cận đối với người bình thường. Bảy cô con gái của Eva được công nhận là một tác phẩm quan trọng, đưa nhân học phân tử đến với đông đảo khán giả". Còn theo Wall Street Journal thì sách "thú vị, trực tiếp và rõ ràng. Một cái nhìn hấp dẫn về nhân học trong kỷ nguyên của gen". Tuy vậy, ông Howy Jacobs trong Tạp chí Tự nhiên (Nature) đã dán nhãn cuốn sách là bán hư cấu với phần lớn thông tin là "những câu chuyện về cuộc sống tưởng tượng" của tổ tiên loài người và bình luận rằng: "Tất cả những điều này khiến tôi cảm thấy như mình đang đọc một dự án ở trường của ai đó, với những ảnh hưởng từ loạt phim hoạt hình The Flintstones, thay vì một chuyên luận của một học giả hàng đầu".  Robert Kanigel trong The New York Times khẳng định rằng việc bịa ra những cái tên và danh tính tưởng tượng cho tổ tiên loài người cổ đại là một nỗ lực vô ích, "không phải là lý thuyết vững chắc cũng không phải là hư cấu hoàn chỉnh", ông viết rằng: "Cuốn sách của Sykes rất hay, khoa học được giải thích rất rõ ràng, những tranh cãi rất hấp dẫn, đến nỗi thật đau lòng khi phải báo cáo rằng sau 200 trang, tác giả đã thực hiện một thí nghiệm văn học thất bại". Robin McKie trong The Guardian đồng tình rằng phần đầu của cuốn sách là "một tác phẩm hấp dẫn, sôi nổi, một cuộc phiêu lưu của một cậu bé", trong khi những câu chuyện sau "cố gắng biến tiểu thuyết thành khoa học". Erika Hagelberg viết trong Heredity cho biết cuốn sách này "nhắm đến những người chơi cá cược" và không mô tả "một bản tường thuật chính xác về một lĩnh vực khoa học đầy cảm hứng", ông cũng bình luận rằng "những lời kể dài dòng về cuộc sống của những bà mẹ trong gia tộc, thiếu tài liệu tham khảo và cách xử lý sự kiện một cách hời hợt khiến cuốn sách này không được xếp vào thể loại khoa học đại chúng nghiêm túc".